# Pseudoembata acutipoda
Pseudoembata acutipoda är en hjuldjursart som beskrevs av Wycliffe och Michael 1968. Pseudoembata acutipoda ingår i släktet Pseudoembata och familjen Philodinidae. Inga underarter finns listade i Catalogue of Life.